# Porto marittimo internazionale di Türkmenbaşy
Il porto marittimo internazionale di Türkmenbaşy è il principale porto passeggeri e cargo della città di Türkmenbaşy, in Turkmenistan.
Si trova nella parte orientale del Mar Caspio. Le linee regolari servono le rotte per Baku (Azerbaigian), Aktau (Kazakistan) e Astrachan' (Russia).

## Storia

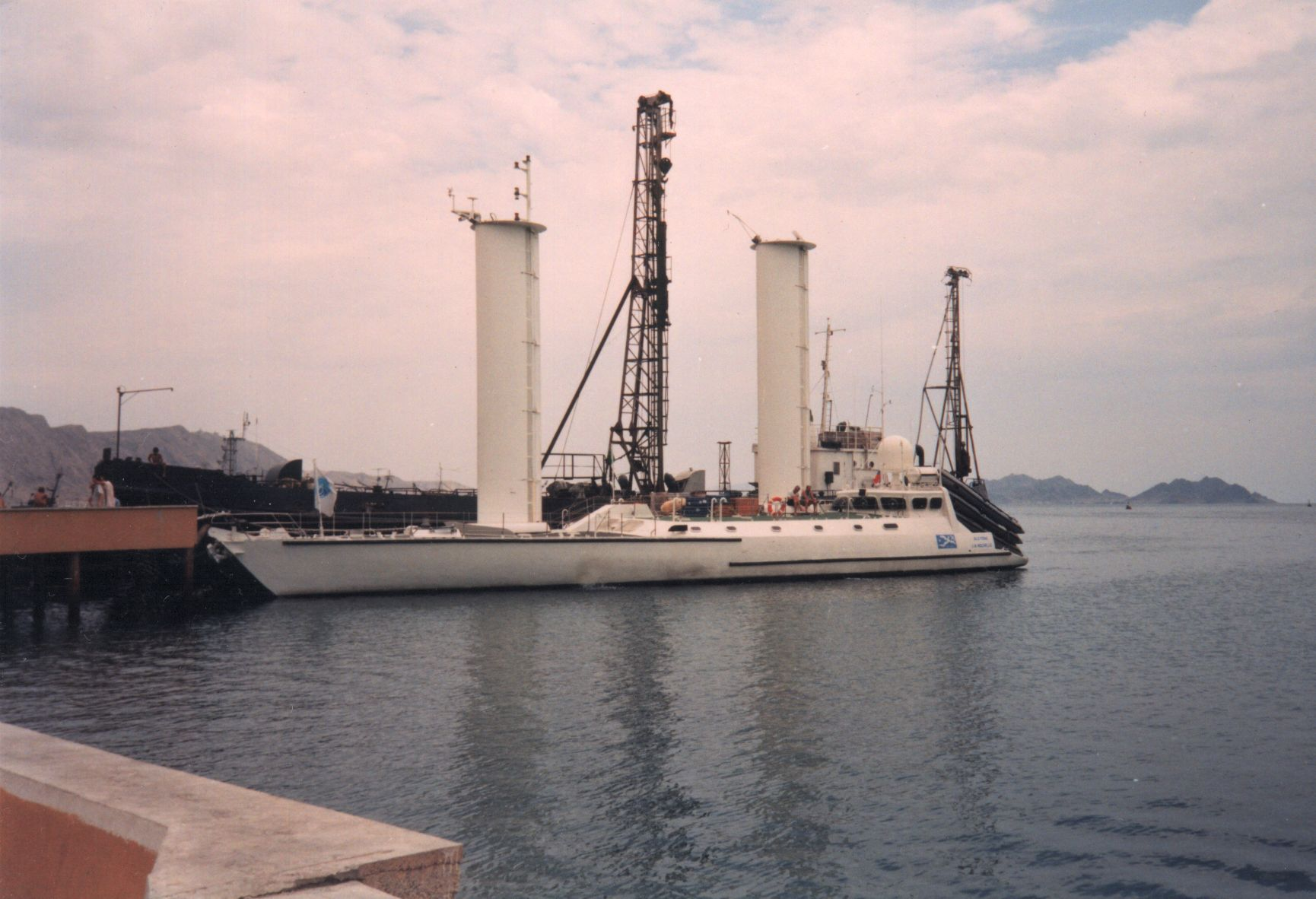
Nave Alcyone nel 1998 nel porto della città di Türkmenbaşy

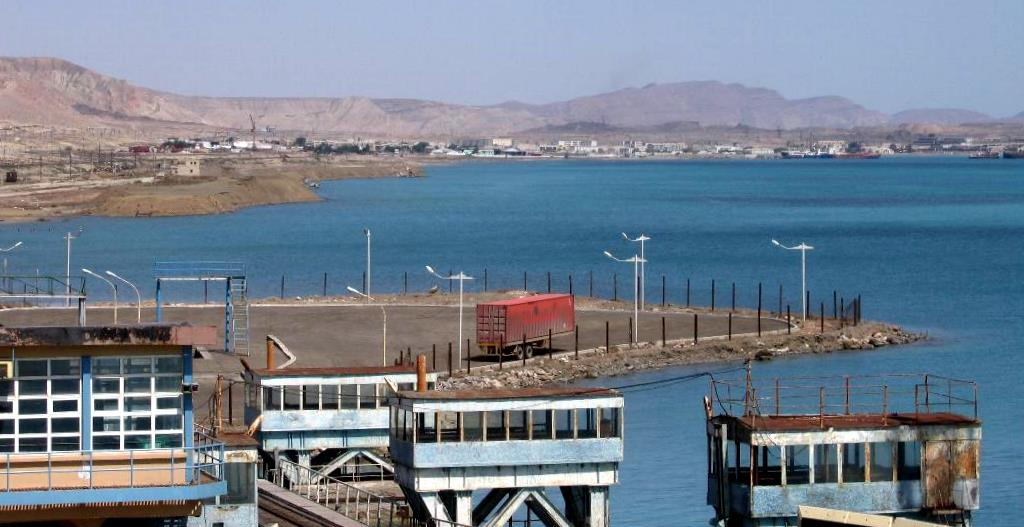
Il Mar Caspio e il porto di Türkmenbaşy

Il porto è stato fondato nell'ottobre 1896 sulla costa orientale del Mar Caspio. Il 1º gennaio 1903 fu istituita l'Autorità portuale della marina mercantile. Il traffico merci è aumentato nel corso degli anni, ed è così nata l'idea di costruire un terminal per i traghetti. Dal 1959, fu avviata la costruzione del terminal traghetto e i viaggi regolari sulla rotta marittima Baku-Krasnovodsk iniziarono nel 1962. I trasporti dal terminal dei traghetti ha permesso di accelerare notevolmente la consegna delle merci.
Nel 2000-2003 è stato avviato un imponente progetto di ricostruzione. Il vecchio porto è stato ricostruito insieme alla creazione di magazzini, di nuovi ancoraggi per le navi e altre nuove strutture con attrezzature moderne.
Nel 2013, il porto ha costruito il catamarano passeggeri "Charlak". È stato il primo progetto di costruzione navale di questo livello nella storia del porto.
Il 15 agosto 2013 è iniziata la costruzione di un nuovo porto, del valore di 2 miliardi di dollari, da parte della società turca GAP İnşaat. Alla cerimonia inaugurale hanno partecipato il presidente del Turkmenistan Gurbanguly Berdimuhamedov e il primo ministro turco Recep Tayyip Erdoğan. La costruzione è stata completata nel 2018. Il progetto prevede la realizzazione dei terminal traghetti, passeggeri e merci in 1.200.000 metri quadrati. È prevista anche la costruzione di un cantiere navale.

## Rilevanza
Il porto di Türkmenbaşy ha una grande importanza geopolitica in Eurasia. Essendo sulla rotta commerciale Europa-Caucaso-Asia (TRACECA), è in grado di accogliere navi durante tutto l'anno, 24 ore su 24 per effettuare operazioni di carico e scarico. Il porto è una "porta marittima", che collega l'Asia centrale all'Europa tramite rotte marittime, stradali e ferroviarie e funge da importante snodo di transito nella regione.